# NGC 4061
NGC 4061 هي مجرة تتبع كوكبة الهلبة. اكتشفها ويليام هيرشل في 27 أبريل 1785.

## روابط خارجية
- NGC 4061 على موقع ويكي سكاي: DSS2, SDSS, GALEX, IRAS, Hydrogen α, X-Ray, Astrophoto, Sky Map, Articles and images